# NGC 5987
NGC 5987 ist eine 11,9 mag helle Spiralgalaxie vom Hubble-Typ Sb im Sternbild Drache am Nordsternhimmel. Sie ist schätzungsweise 142 Millionen Lichtjahre von der Milchstraße entfernt und hat einen Durchmesser von etwa 170.000 Lichtjahren.
Die Galaxie ist Mitglied der NGC 5982-Gruppe, zu der weiterhin NGC 5976, NGC 5981, NGC 5985 und NGC 5989 gehören. 
Das Objekt wurde am  25. Mai 1788 von Wilhelm Herschel mit einem 18,7-Zoll-Spiegelteleskop entdeckt, der sie dabei mit „pF, cS“ beschrieb.